# Bogusław Klozik
Bogusław Klozik est un lutteur polonais né le 4 octobre 1963.

## Palmarès

### Championnats du monde
- Médaille d'argent en 1986 à Budapest (Hongrie).
- Médaille d'argent en 1985 à Kolbotn (Norvège).

### Championnats d'Europe
- Médaille d'argent en 1985.